# Hualong One
Sistemas de resfriamento passivo e ativo de HPR1000 (Hualong)
Linha vermelha − sistemas ativos
Linha verde − sistemas passivos
IRWST − reserva de água para reabastecimento em armazenamento

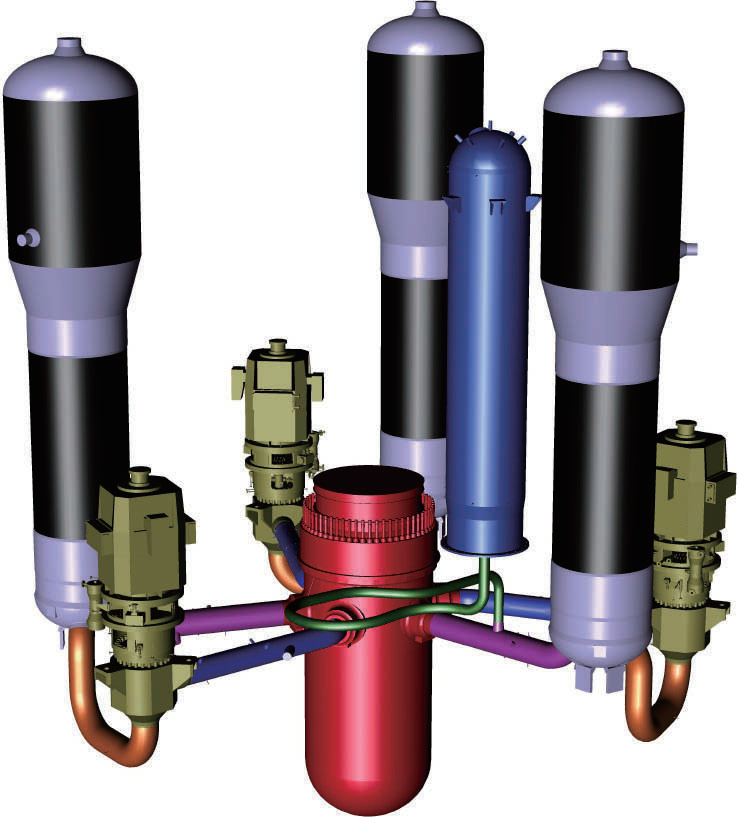
Sistema de refrigeração primário mostrando o vaso de pressão do reator (vermelho), geradores de vapor (roxo), pressurizador (azul) e bombas (verde).

O Hualong One, também conhecido como Hualong-1 ou HPR1000, é um  reator nuclear de água pressurizada.
O Hualong foi desenvolvido pela China General Nuclear Power Group (CGNPG) e pela China National Nuclear Corporation (CNNC), com baseado nos projetos do ACPR1000 e no ACP1000.
Ambos são originalmente baseados no mesmo projeto francês.

## Design
No início de 2014 foi anunciado que que o projeto está se movendo de um design preliminar para um design detalhado. A potência bruta será de 1170 MWe e 1090 MWe para a rede de energia, com 60 anos de vida útil, e sistemas de segurança passivos e ativos com dupla contenção.
Inicialmente, o projeto conjunto era para ser chamado de o ACC1000, mas, finalmente, foi nomeado Hualong One, Hualong-1 ou HPR1000. Em agosto de 2014, o órgão chinês regulador da energia nuclear do painel classificou o projeto como sendo pertencente a terceira geração de reatores nucleares, com propriedade de direitos intelectuais independentes.

## Construção
As primeiras unidades a serem construídas serão Fuqing 5 e 6, seguido por Fangjiashan 3 e 4, Fangchenggang 3 e 4.
Há três reatores Hualong 1 planejados para o Paquistão, dois reatores são para o Complexo Nuclear de Karachi e um reator na Chashma Usina Nuclear de Chasma.
Construção de outro Hualong One está planejada para começar em 2020, na Argentina.
Em dezembro de 2015, a China Guangdong Nuclear Power Group (CGN) e China National Nuclear Corporation (CNNC) concordaram em criar Hualong International Nuclear Power Technology Co como uma joint-venture para promover o Hualong One em mercados no exterior, , que foi oficialmente lançada em março de 2016.
Em 19 de janeiro de 2017, o Reino Unido iniciou um processo para o Hualong one, com previsão para ser concluído em 2021, em avanço para a  possível implantação na Usina nuclear de Bradwell.
Em 16 de novembro de 2017, a ONR e a Agência do meio Ambiente anunciaram que estão avançando para a próxima fase do seu Projeto genérico de Avaliação do reator HPR1000 para o Reino Unido. A fase 2 formalmente iniciou-se neste dia e planeja-se que leve cerca de 12 meses. A escala de tempo para o UK HPR1000 é de cerca de cinco anos a partir do início da Etapa 1.